# Leopold Wojak
Leopold Wojak (ur. 15 kwietnia 1867 r. w Grodźcu, zm. 31 marca 1962 r. w Częstochowie) – polski duchowny, pastor Kościoła Ewangelicko-Augsburskiego.

## Życiorys
Urodzony 15 kwietnia 1867 r. w Grodźcu jako syn nauczyciela i kantora Jana Gotfryda i Julianny Marianny z d. Kurtz. Ukończył szkołę ludową i gimnazjum filologiczne w Kaliszu. W starszych klasach utrzymywał się z udzielania korepetycji. Po ukończeniu gimnazjum za namową znajomego księdza katolickiego odbył studia teologiczne na Uniwersytecie Dorpackim (1887–1891), które ukończył z wyróżnieniem. Jako student należał do koła polskich studentów Polonia. Ordynowany 25 października 1891 r. w Warszawie, dwa dni później powołany na wikariusza miejscowej parafii. Od grudnia 1892 r. administrator parafii w Sompolnie, rok później został jej proboszczem oraz administratorem parafii w Babiaku. W 1899 r. został pastorem parafii w Brzezinach i administratorem parafii w Rawie i w Nowosolnej. W 1912 r. został wybrany pierwszym proboszczem parafii w Częstochowie, która powstała jeszcze w 1905 r. Równocześnie administrował filiami parafii w Noworadomsku (Radomsku), Dziepółci, Zawierciu, Natolinie, Lindowie, Czarnym Lesie i parafią w Wieluniu.
Aktywny politycznie i społecznie, m.in. w latach 1915–1917 jako radny częstochowskiej rady miasta, w 1918 r. był członkiem komisji szkolnej rady miejskiej. W 1919 r. należał do Komitetu Obywatelskiego Popierania Pożyczki Państwowej. Udzielał się także w komitecie opieki nad ubogimi oraz dbał o polski charakter Kościoła. W 1917 r. podczas synodu w Łodzi demonstracyjnie opuścił obrady wraz z grupą delegatów w proteście przeciw próbie narzucenia Kościołowi języka niemieckiego. Pracował jako nauczyciel religii w gimnazjach im. H. Sienkiewicza i im. J. Słowackiego, w tym ostatnim był także nauczycielem języka niemieckiego i wykonywał tę pracę od 1915 do 1939 r. W 1940 r. organizował pomoc rodzinom wysiedlonym z Wielkopolski i Pomorza, w późniejszych latach pomógł w ucieczce z getta kilku Żydom, wystawiając im fałszywe metryki, udzielił również schronienia wysiedlonym ze zrujnowanej Warszawy, w tym duchownym ewangelickim. Z tego powodu w częstochowskiej parafii powołano po wojnie tymczasowe władze Kościoła Ewangelicko-Augsburskiego. Przez cały okres okupacji niemieckiej utrzymywał parafię polską, mimo że większość parafian przeszła do kościoła niemieckiego.
W 1951 r. odszedł na emeryturę, zmarł 3 kwietnia 1962 r. w Częstochowie.
Od 1895 r. żonaty z córką księdza ewangelickiego z Turku Pauliną z d. Teichman (1877–1929), z którą miał dwie córki i trzech synów, w tym Tadeusza.